# Jhyaku
Jhyaku (nep. झ्याकु) – gaun wikas samiti w środkowej części Nepalu w strefie Dźanakpur w dystrykcie Dholkha. Według nepalskiego spisu powszechnego z 2001 roku liczył on 925 gospodarstw domowych i 4713 mieszkańców (2337 kobiet i 2376 mężczyzn).